# Saint-Sauvier
Saint-Sauvier è un comune francese di 341 abitanti situato nel dipartimento dell'Allier della regione dell'Alvernia-Rodano-Alpi.

## Società

### Evoluzione demografica
Abitanti censiti